# Кейтлін Макклетчі
Кейтлін Макклетчі (англ. Caitlin McClatchey, 28 листопада 1985) — британська плавчиня.
Учасниця Олімпійських Ігор 2004, 2008, 2012 років.
Призерка Чемпіонату світу з водних видів спорту 2005, 2009 років.
Призерка Чемпіонату світу з плавання на короткій воді 2008 року.
Призерка Чемпіонату Європи з водних видів спорту 2006, 2008 років.
Переможниця Ігор Співдружності 2006 року.
Призерка літньої Універсіади 2013 року.